# Les Écritures : Les Aventures de Dieu - Les Aventures du petit Jésus
Les Écritures : Les Aventures de Dieu - Les Aventures du petit Jésus est un livre parodique écrit par François Cavanna et paru en 1982.
C'est une version à sa manière de la Bible qui, selon ses sympathisants, « est un peu vieille, avec plus de 2000 ans de fonctionnement, il est temps de la réécrire, de façon plus moderne d'où les Écritures ».
Le livre se divise en 2 parties :
- la première partie, intitulée Les Aventures de Dieu, parodie l'Ancien Testament en revisitant la Genèse (de la Création à l'arrivée des Hébreux en Égypte)
- la seconde partie, intitulée Les Aventures du petit Jésus, parodie le Nouveau Testament.

Le livre a été réédité en 2002 par les éditions Albin Michel.